# Placówka Straży Celnej „Króla Polana”

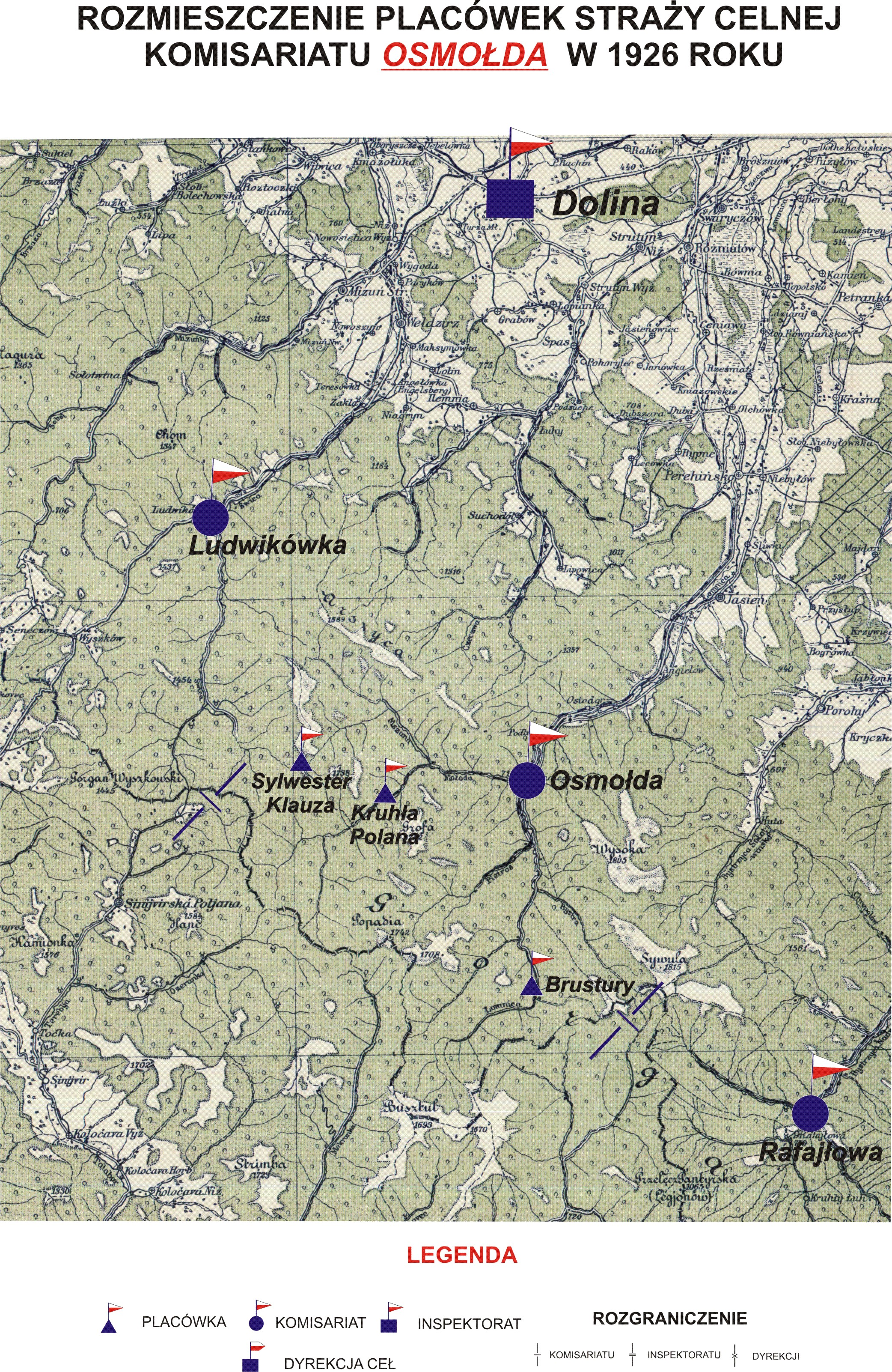
Rozmieszczenie placówek SC Komisariatu Osmołda w 1926 r.

Placówka Straży Celnej „Króla Polana” – jednostka organizacyjna Straży Celnej pełniąca w okresie międzywojennym służbę ochronną na granicy polsko-czechosłowackiej.

## Formowanie i zmiany organizacyjne
Na wniosek Ministerstwa Skarbu, uchwałą z 10 marca 1920 roku, powołano do życia Straż Celną. Od połowy 1921 roku jednostki Straży Celnej rozpoczęły przejmowanie odcinków granicy od pododdziałów Batalionów Celnych. Proces tworzenia Straży Celnej trwał do końca 1922 roku. Placówka Straży Celnej „Króla Polana” weszła w podporządkowanie komisariatu Straży Celnej „Osmołoda” z Inspektoratu SC „Dolina”.
W drugiej połowie 1927 roku przystąpiono do gruntownej reorganizacji Straży Celnej. W praktyce skutkowało to rozwiązaniem tej formacji granicznej. Ochronę północnej, zachodniej i południowej granicy państwa przejęła powołana z dniem 2 kwietnia 1928 roku Straż Graniczna. W strukturach nowo powstałej formacji placówki „Króla Polana” nie odtworzono.

## Funkcjonariusze placówki
Kierownicy placówki
| stopień          | imię i nazwisko, numer    | okres pełnienia służby | kolejne stanowisko |
| ---------------- | ------------------------- | ---------------------- | ------------------ |
| starszy strażnik | Andrzej Wiśniewski (1584) | był w 1926             |                    |

Obsada personalna placówki w 1926:
- starszy strażnik Andrzej Wiśniewski (1584)
- starszy strażnik Andrzej Nowicki (2202)
- strażnik Władysław Gorzyczka (538)
- strażnik Ignacy Kaczmarek (879)
- strażnik Jan Owczarzak (886)